# Cuminia
Cuminia és un gènere de plantes perennes d'angiospermes format per quatre espècies que pertany a la família de les lamiàcies. Només conté una espècie acceptada, Cuminia eriantha.